# Atilio Pozzobón
Atilio Ariel Pozzobón (Llavallol, Lomas de Zamora, 24 de marzo de 1938-Buenos Aires, 12 de septiembre de 2020) fue un actor argentino.
Tuvo en su haber 34 películas y más de 50 programas de televisión.

## Biografía
En los años 1960 trabajaba como relator y comentarista de radio en partidos de fútbol del ascenso.
Viendo sus virtudes como imitador, sus amigos lo alentaban a que se presentara en La Revista Dislocada (1956-1972), el programa humorístico radial más exitoso del momento, creado y guionado por Délfor Dicásolo (1920-2013). Un día, Pozzobón le dijo a su madre: «Me voy a probar en La Revista Dislocada». Tomó el colectivo hasta Radio Splendid (en Uruguay 1237) y encaró al propio Délfor. «Cuando volví a mi casa, le dije a mi mamá: “El domingo a la una, poné la radio”». Pozzobón comenzó imitando a Juan Carlos Astolfi, el conductor del informativo de radio Splendid.
Su primera aparición en televisión llegaría unos años después, con Telecómicos, otro clásico del humor escrito y dirigido por Aldo Cammarota (1930-2002). Allí se hizo famoso por su representación de un hincha de Boca (su lema era «¿Fanático yo?»).
Este personaje estaba basado en su imitación del relator uruguayo Carlos Solé.
En 1966, el grupo Los Alegres Cantores grabó para la discográfica CBS la cumbia ¿Fanático yo? (de Jacko Zeller), dedicada al personaje representado por Pozzobón. En la portada de la partitura publicada se ve la fotografía del joven actor.
Pozzobón se mantuvo 15 años en Telecómicos.
Trabajó como cómico y humorista en el programa televisivo Sábados Circulares de Mancera, de Nicolás Pipo Mancera.
Durante 17 años tuvo un programa de radio que se llamaba Levántese con alegría.
También trabajó durante décadas haciendo unipersonales y café concert en una época en que «se habían puesto muy en boga este tipo de espectáculos en los restaurantes. [...] Llegué a hacer siete [espectáculos] por noche: ya era parte del menú».
En 2001, el cineasta Juan José Campanella lo contrató para actuar en la multipremiada película El hijo de la novia.
En 2002, trabajó en la telenovela Son amores, encarnando a Aldo. También participó en varios episodios de la serie Los simuladores, creación de Damián Szifron.
En el año 2005 participa en varios capítulos de la exitosa sitcom Casados con hijos, protagonizada por Guillermo Francella y Florencia Peña.
En 2008 recibió el premio Podestá a la Trayectoria Honorable.
En 2011, participó en un capítulo de El hombre de tu vida.
En el año 2013 realiza una pequeña participación en los capítulos finales de Sos mi hombre.
Falleció el 12 de septiembre de 2020.

## Filmografía[8]
- 1967: Ya tiene comisario el pueblo.
- 1967: El andador.
- 1967: ¿Quiere casarse conmigo?
- 1972: El picnic de los Campanelli, como el policía.
- 1977: Hay que parar la delantera.
- 1980: Los Superagentes y La Gran Aventura del Oro.
- 2001: Rosarigasinos, como el comisario.
- 2001: El hijo de la novia, como Francesco.
- 2003: El abrazo partido.
- 2004: Ay, Juancito, como el Zar del Cine.
- 2004: Buenos Aires 100 kilómetros, como don Tito.
- 2004: Luna de Avellaneda, como Emilio.
- 2005: Como mariposas en la luz, como Felipe.
- 2008: El frasco, como el juez.
- 2009: Rehén de ilusiones, como Quiroga.
- 2009: Música en espera, como el remisero.
- 2010: Pájaros volando, como Ignacio, el lujurioso padre del protagonista José (Diego Capusotto).
- 2010: La vieja de atrás, como el florista.
- 2013: Caídos del mapa, como Ramón.
- 2016: La última fiesta, como Atilio.

## Televisión
- 2017: Un gallo para Esculapio
- 2015: El mal menor
- 2013: Historias de corazón
- 2013: Sos mi hombre
- 2012: El hombre de tu vida
- 2011: Adictos
- 2011: Maltratadas
- 2011: Herederos de una venganza
- 2009: Valientes
- 2009: Scusate il disturbo
- 2008: Tinta argentina
- 2007: Mujeres de nadie
- 2007: Casi ángeles
- 2006: Vientos de agua
- 2005: Casados con hijos
- 2005: Paraíso rock
- 2005: Botines
- 2004: Padre Coraje
- 2004: Epitafios
- 2004: Los Roldán
- 2003: Los simuladores
- 2002: Son amores
- 2001: El sodero de mi vida
- 2001: Ilusiones
- 2000: Primicias
- 2000: Campeones de la vida
- 1997: Chiquititas
- 1964: Telecómicos
- 1962: Sábados circulares